# Ernst Fuhry
Ernst Fuhry (* 23. November 1903 in Worms; † 28. April 1976 ebenda) gilt als eine Persönlichkeit des deutschen Fußballs im Zusammenhang mit den Idealen der bündischen Jugend katholischer Ausprägung. Er war der erste „Reichsführer“ der katholischen Quickborn-Jungenschaft und Führer der katholisch-bündischen „Märkischen Jungenschaft“ in Berlin.

## Geburt und Ausbildung
Ernst Fuhry wurde 1903 in Worms geboren. Schon in seiner Jugend war er in Worms sportlich aktiv gewesen, zunächst im Bereich Leichtathletik und Schwimmen. In seiner Heimatstadt absolvierte er eine Banklehre, nachdem er 1919 auf Wunsch seines Vaters die Schule verlassen hatte. Während der Inflationszeit setzte er sein schmales Gehalt schnell in Bücher um und bildete sich somit im Selbststudium fort. Schon 1921 hob er in Worms einen Sportverein aus der Taufe, die Schwimmervereinigung Poseidon. 1925 gab er seinen Beruf auf und begann ein Studium an der Staatlichen Kunstgewerbeschule in München. Der Schriftkünstler Fritz Helmuth Ehmcke wurde dort sein maßgeblicher Lehrer und Förderer.

## Aktivitäten beim DFB und in der Jugendbewegung
Seit 1927 gab es die Zeitschrift Süddeutsche Sportjugend mit Sitz in Nürnberg, herausgegeben vom Süddeutschen Fußball- und Leichtathletikverband. Deren Schriftleiter Philipp Schindel war ein Sportkamerad Fuhrys aus Wormser Tagen; er empfahl Fuhry die nunmehr seit April 1929 in Berlin herausgegebene und in Deutsche Sportjugend umbenannte Zeitschrift anzuvertrauen.
Neben den Aktivitäten im DFB engagierte sich Fuhry stark in Kreisen der bündischen Jugend, insbesondere deren katholischer Ausprägung. 1930 wurde er auf der Burg Rothenfels, einem Zentrum der Erneuerung der katholischen Liturgie und kirchlichen Praxis um Romano Guardini, zum ersten Reichsführer der katholischen Quickborn-Jungenschaft gewählt. Noch im Dritten Reich blieb er, so lange es möglich war, Führer der katholisch bündischen Märkischen Jungenschaft in Berlin.
Die Zeitschrift des DFB bot ihm Möglichkeiten, seine literarischen Talente zu entfalten, ebenso aber seine künstlerische Ausbildung anzuwenden. Für die Jugendbewegung verfasste er zahlreiche Texte und Lieder, die auch heute z. T. noch in der katholischen Pfadfinderschaft bekannt sind, so z. B. das später von Alf Zschiesche vertonte „Kameraden, auf die Pferde“. Seine grafische Ausbildung konnte er ebenfalls in der Jugendarbeit zur Geltung bringen. Und neben alledem war er noch erfolgreicher Fußballtrainer. Dabei versuchte er das von ihm Spartaner genannte Team durch Disziplin für Körper und Geist zu einer intelligenten, „körperlosen“ Spielweise zu erziehen. Dies erregte schon damals Aufsehen. Er war aber damit erfolgreich und hatte bald einen guten Ruf als Fußballfachmann. Vermutlich 1934 konnte er das Fachbuch Fußballfibel für den DFB herausbringen.
1935 gab Fuhry für den DFB das Buch Kampf und Sieg, Junge! – Das Sportbuch des deutschen Jungen heraus. Nach der „Gleichschaltung“ in der NS-Gesellschaft erschien hier ein Buch, das trotz Hitlerfoto und „Worten des Führers“ in Aufmachung und Inhalt sowie bei der Auswahl der Mitwirkenden Form und Geist der bündischen Jugendverbände und der Pfadfinderschaft wiedergab. 1938 wurde das Buch aus dem Verkehr gezogen. In der Sowjetischen Besatzungszone fand sich Buch nach 1945 auf der Liste der auszusondernden Literatur wieder.
Die Geheime Staatspolizei ermittelte auf Betreiben der Schutzstaffel gegen Fuhry wegen des Verdachts auf Homosexualität.
1965 wurde er gemeinsam mit Sepp Herberger in der ARD zur „Hohen Schule des Fußballs“ interviewt. 1971 erschien noch einmal in Worms von ihm selbst im Eigenverlag herausgegeben Spiegelbilder des Sports. Von der vielfältigen Bedeutung der Leibesübungen für den Menschen und sein Leben. 1954 wurde von Ernst Fuhry ein Schussverstärker für Fußballschuhe beim Deutschen Patentamt angemeldet.

## Sportliche Erfolge in Nordhorn
Ernst Fuhry war an der Gründung mehrerer Nordhorner Fußballvereine beteiligt, unter anderem der „Weißen Elf“, die 1974 mit dem VfL Nordhorn fusionierte.
Seit 1946 war Fuhry Trainer in Nordhorn. Größter sportlicher Erfolg war der Aufstieg der Nordhorner Eintracht in die Oberliga Nord (damals höchste deutsche Spielklasse) in der Saison 1954/55 mit Nationalspieler Alfred Post. Im März 1957 wurde Fuhry als Trainer entlassen. 1959 stieg die Nordhorner Mannschaft wieder aus der Oberliga ab.

## Grafische Arbeiten

Entwurf von Ernst Fuhry

Als angestellter Redakteur beim Deutschen Fußball-Bund seit 1929 entwarf er in den Dreißigerjahren das DFB-Emblem in der Form, wie es bis 1995 als Logo verwendet wurde und auch im heutigen noch gut erkennbar ist. Waren es vorher die drei Buchstaben in schwarz, weiß und rot in einem Kreis, so wurde die Form nun zeitgemäß moderner und als Farbe wählte Fuhry grün. In Nordhorn an der niederländischen Grenze – dorthin hatte es ihn 1946 von Berlin aus verschlagen – entfaltete er später ähnliche Aktivitäten als Fußballtrainer und Organisator. Er entwarf auch 1947 das Vereinsemblem des SV Eintracht Nordhorn.
Auch entwarf er das Plakat für das erste Länderspiel der deutschen Fußballnationalmannschaft nach dem Krieg gegen die Schweiz.
Fuhry betrieb sein grafisches Werk bis ins hohe Alter weiter – das Stadtarchiv Worms besitzt seinen diesbezüglichen Nachlass bis 1980.

## Zitate von Fuhry
„Sportsiege sind zwar schön, aber sie sind nicht mit den viel weniger umjubelten Siegen zu vergleichen, die gegen Hunger, Armut und Krankheit in der Welt oft in Verlassenheit errungen werden müssen. Es gibt eine Rangordnung der Werte. Der Sport und seine Siege stehen, so attraktiv sie sind, nicht an der Spitze der Tabelle.“

„Sport ist eine Schule des Charakters, ein Fegefeuer der Reinigung und Prüfstand des höheren Menschen – vorausgesetzt, daß er von uns dazu gemacht wird. Er erfüllt seine tiefste Mission, wenn unsere Jungen aus jedem Spiel redlicher und ritterlicher hervorgehen, als sie hineingegangen sind.“

„Man kann nicht immer das Glück haben, Erster zu werden; doch hinter sich selbst darf man nicht zurückbleiben.“

## Werke
- als Herausgeber: Spiegelbilder des Sports: von der vielfältigen Bedeutung der Leibesübungen für den Menschen und sein Leben. E. Fuhry, Worms, 1971, DNB 871327163
- mit Carl Koppehel: Fußball-Fibel. Deutscher Fußball-Bund, Berlin, 1934, DNB 573189420. Weidmann, Berlin, 1951, DNB 451409647
- Kampf und Sieg, Junge! Das Sportbuch des deutschen Jungen, im Auftrag des Deutschen Fußball-Bundes. Deutscher Fußball-Bund, Berlin [1935], DNB 573189439